# Penino
Penino o Júpiter Penino (en latín: Poeninus o Phoeninus, del céltico Penn y este del protocéltico: *ku̯enno- «cima») es el nombre de un dios adorado por los habitantes de los Alpes Peninos,a los cuales dio nombre. Era considerado el protector de los peligros de la montaña. 
Este dios, descripto  como diosa por Catón,aparece en diferentes zonas de Italia que van desde Liguria hasta Umbría y era representado por una roca entre los ligures; una de estas piedras sagradas se encuentra cerca de Finale Ligure representado por un bloque de piedra en el que, a pesar de los estragos del tiempo (más de 4000 años), se vislumbran rasgos humanos.
Bajo la imperio romano fue llamado por interpretatio romana como Júpiter Pennino; al respecto Tito Livio aclaró que dicho apelativo no derivaba de Poeni (púnicos), sino del dios de las cumbres de las montañas, llamado Pennino por las poblaciones locales. 
En tiempos de Claudio, y en las proximidades de un antiguo lugar sagrado, se edificó un templo tallado en la roca dedicado a este dios, cuyos restos se encuentran en Plan de Joux o Plan de Iupiter, sobre el paso del Gran San Bernardo. Entre los hallazgos del santuario se encuentran monedas, que van desde los tiempos de Augusto a los de Honorio, y tres imágenes votivas que representan a Júpiter Pennino. 